# IKON (musikgrupp)
iKON (hangul: 아이콘) är ett sydkoreanskt pojkband bildat 2015 av YG Entertainment. De gick under namnet Team B innan den officiella debuten.
Gruppen bestod av medlemmarna Jinhwan, Yunhyeong, BOBBY, B.I, Donghyuk, Junhoe, och Chanwoo. B.I. lämnade gruppen i juni år 2019 efter ett rykte om att han hade hållit på med illegala droger, dessa rykten förnekades av YG Entertainment.

## Biografi
iKON debuterade i oktober 2015 men var kända redan innan detta som "Team B" I YG:s survival show "WIN: Who Is Next?" som visades på tv i september-oktober 2013, och "MIX & MATCH" som sen visades ett år senare i september-oktober 2014. Gruppen gjorde sin officiella debut med  Debut Half Album - Welcome Back 1 oktober 2015.

## Medlemmar
| Artistnamn      | Artistnamn | Födelsenamn     | Födelsenamn | Födelsedatum     |
| Romanisering    | Hangul     | Romanisering    | Hangul      | Födelsedatum     |
| --------------- | ---------- | --------------- | ----------- | ---------------- |
| Kim Jin-hwan    | 김진환     | Kim Jin-hwan    | 김진환      | 7 februari 1994  |
| Song Yun-hyeong | 송윤형     | Song Yun-hyeong | 송윤형      | 8 februari 1995  |
| BOBBY           | 바비       | Kim Ji-won      | 김지원      | 21 december 1995 |
| B.I             | 바아이     | Kim Han-bin     | 김한빈      | 22 oktober 1996  |
| Kim Dong-hyuk   | 김동혁     | Kim Dong-hyuk   | 김동혁      | 3 januari 1997   |
| Koo Ju-ne       | 구준회     | Koo Jun-hoe     | 구준회      | 31 mars 1997     |
| Jung Chan-woo   | 정찬우     | Jung Chan-woo   | 정찬우      | 26 januari 1998  |

## Diskografi

### Album
| Albuminformation                                                                    | Topplacering          | Topplacering   |
| Albuminformation                                                                    | Sydkorea (Gaon Chart) | Japan (Oricon) |
| ----------------------------------------------------------------------------------- | --------------------- | -------------- |
| Welcome Back (Studioalbum) - Nyutgåva: Welcome Back (Full Album) (24 december 2015) | 1                     | 3              |
| Return (Studioalbum) - Släppt: 25 januari 2018                                      | 2                     | 12             |
| New Kids: Begin (Singelalbum) - Släppt: 22 maj 2018                                 | 2                     | 1              |
| New Kids: Continue (EP-skiva) - Släppt: 2 augusti 2018                              | 2                     | 25             |

### Singlar
| År        | Titel              | Topplacering          | Topplacering   |
| År        | Titel              | Sydkorea (Gaon Chart) | Japan (Oricon) |
| Team B    | Team B             | Team B                | Team B         |
| --------- | ------------------ | --------------------- | -------------- |
| 2013      | "Just Another Boy" | 44                    | —              |
| 2013      | "Climax"           | 17                    | —              |
| 2014      | "Wait for Me"      | 32                    | —              |
| 2014      | "Long Time No See" | —                     | —              |
| 2014      | "Sinosijak"        | —                     | —              |
| iKON      |                    |                       |                |
| Koreanska |                    |                       |                |
| 2015      | "My Type"          | 1                     | —              |
| 2015      | "Rhythm Ta"        | 5                     | —              |
| 2015      | "Airplane"         | 7                     | —              |
| 2015      | "Anthem"           | 6                     | —              |
| 2015      | "Apology"          | 1                     | —              |
| 2015      | "What's Wrong?"    | 12                    | —              |
| 2015      | "Dumb & Dumber"    | 4                     | —              |
| 2016      | "#WYD"             | 3                     | —              |
| 2017      | "Bling Bling"      | 24                    | —              |
| 2017      | "B-Day"            | 36                    | —              |
| 2018      | "Love Scenario"    | 1                     | —              |
| 2018      | "Rubber Band"      | 27                    | —              |
| 2018      | "Killing Me"       | 9                     | —              |
| 2018      | "Freedom"          | —                     | —              |
| Japanska  |                    |                       |                |
| 2016      | "Dumb & Dumber"    | —                     | 1              |